# 小行星7090
小行星7090是一颗围绕太阳公转的小行星。1992年4月23日，亨利·德波鸿诺在拉西拉天文台发现了此天体。
这颗小行星的绝对星等为135.2756154611193等。